# Iuliana Liptak
Iuliana Liptak (n. 3 octombrie 1950, Oșorhei-- d. ?) a fost un demnitar comunist român de origine maghiară, membră de partid din 1970, membră în CC al PCR în decembrie 1989.

## Studii
- Școala profesională de industrie ușoară din Oradea (aug. 1968);
- Liceul industrial (1974);
- Cursul de cinci luni la Școala interjudețeană de partid din Oradea, curs seral (1985);
- Școala de maiștri confecții încălțăminte (iun. 1989).